# Szlak Ogórkowy
Szlak Ogórkowy (także Ścieżka ogórkowa, niem. Gurkenradweg lub Gurken-Radweg) – szlak rowerowy w Niemczech, który przebiega prawie w całości przez tereny Spreewaldu (Brandenburgia). Trasa liczy około 260 km.
Nazwa szlaku nawiązuje do czołowej specjalności kulinarnej Spreewaldu – ogórków spreewaldzkich. Trakt przebiega wzdłuż kanałów, pól uprawy ogórków i warzyw, obok gospodarstw, które zajmują się wytwarzaniem specjału i przy restauracjach, w których można spróbować ogórków i innych potraw regionalnych, a także niewielkich portów rzecznych, gdzie możliwe jest przesiadanie się na łódź lub kajak, by od strony wody kontynuować wędrówkę po terenach Spreewaldu. Niektóre plantacje przy szlaku oferują degustację ogórków. Historię uprawy poznać można w Muzeum Ogórków w Lübbenau-Lehde (Lubnjow-Lědy).
Trasa prowadzi głównie wydzielonymi drogami rowerowymi o twardej nawierzchni, wałami nadrzecznymi lub szosami lokalnymi o małym natężeniu ruchu. W różnych punktach trasy istnieją liczne wypożyczalnie rowerów. Oznaczona jest charakterystycznym symbolem ogórka jadącego na rowerze (znaki zielone na żółtym tle). Krzyżuje się m.in. ze Szlakiem rowerowym Szprewy.

## Największe miejscowości na trasie
Od wschodu:
- Cottbus (Chóśebuz),
- Peitz (Picnjo),
- Burg (Spreewald) (Bórkowy, Błota),
- Straupitz (Tšupc),
- Lübbenau (Lubnjow) wraz z Leipe (Lipje),
- Lubin (Lubin),
- Golßen (Gólišyn).

## Galeria

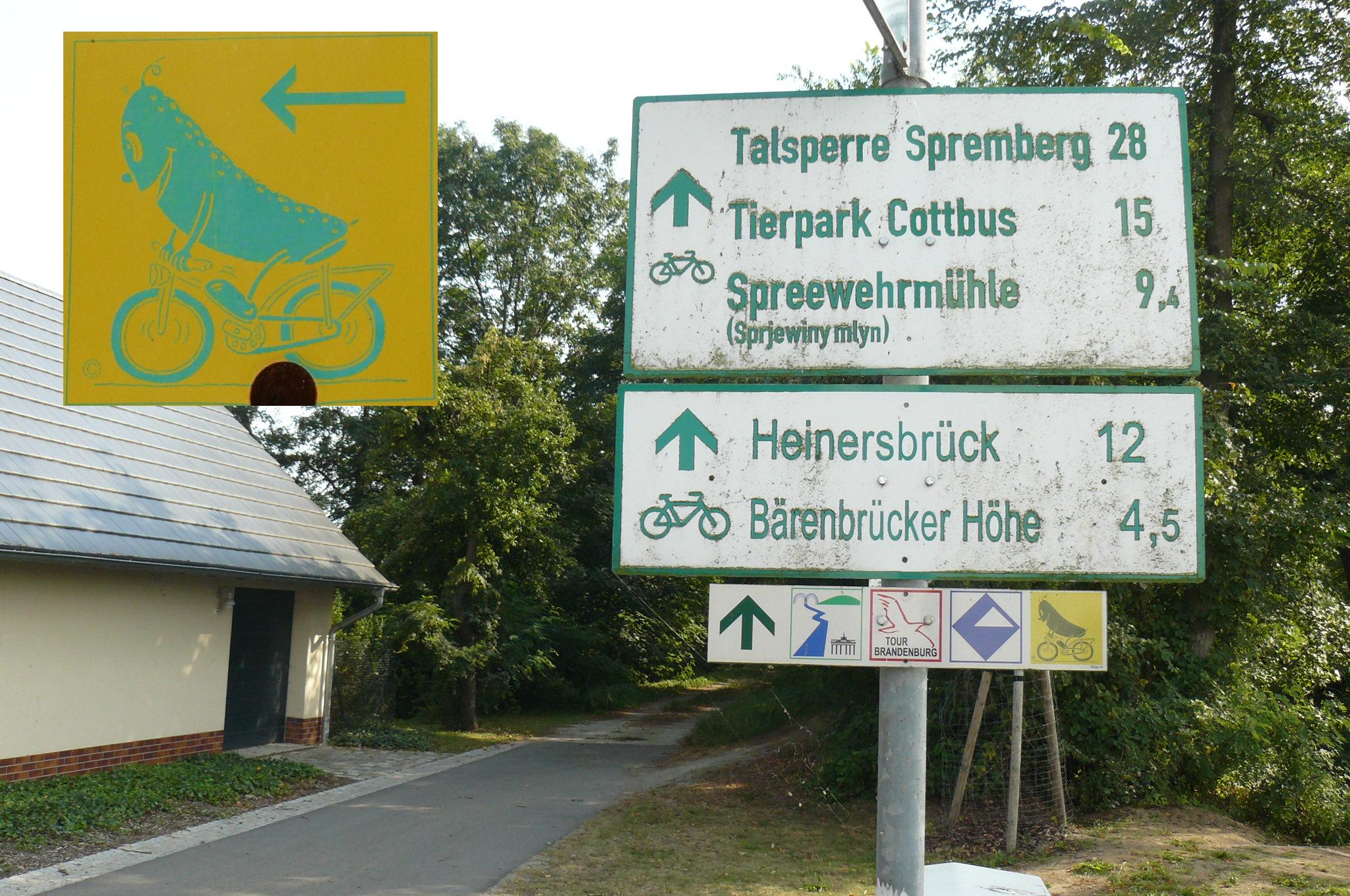
Oznaczenie i logo szlaku przy młynie w Maust
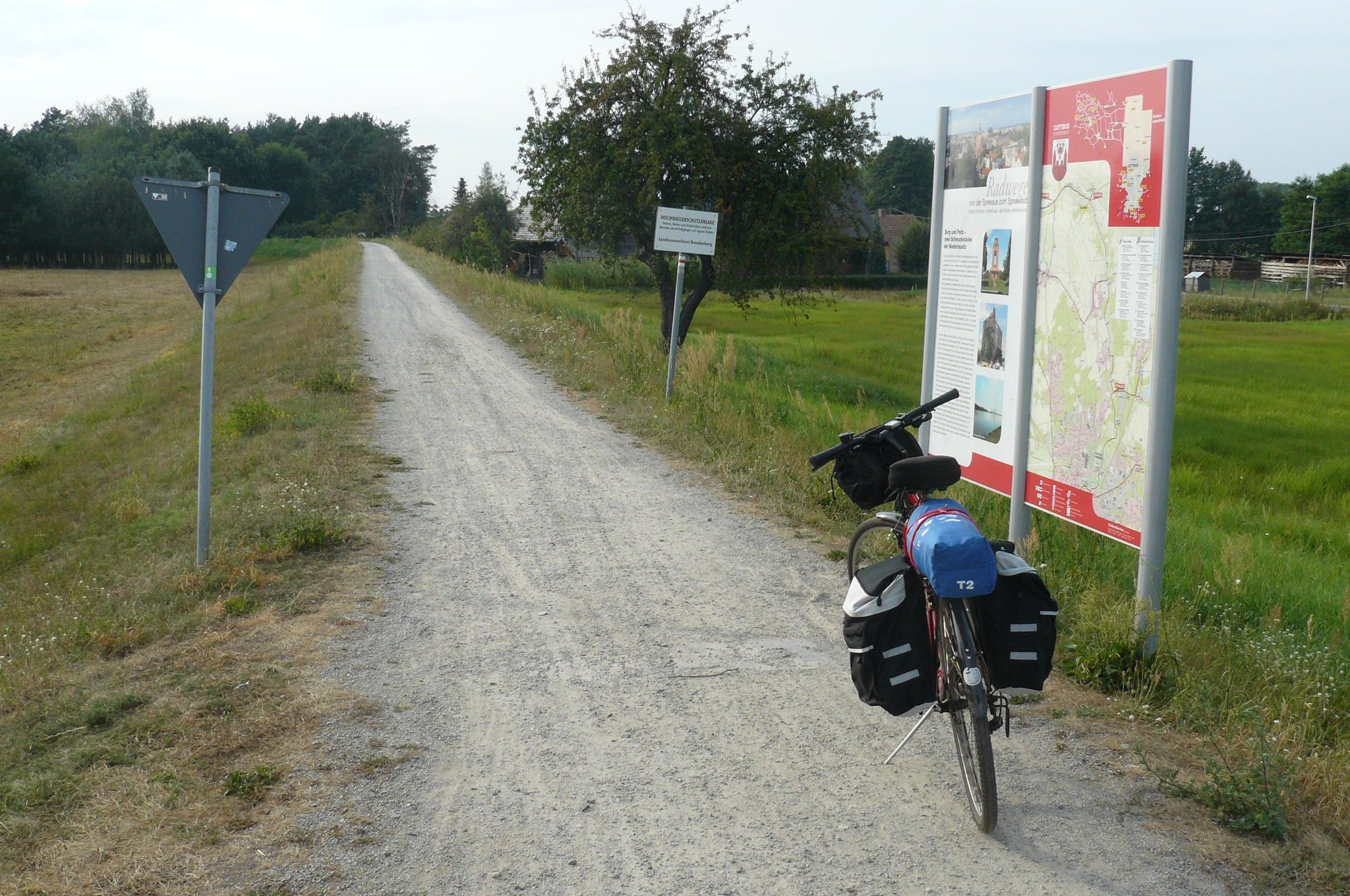
Maiberg (część Cottbus) – wał nad Sprewą
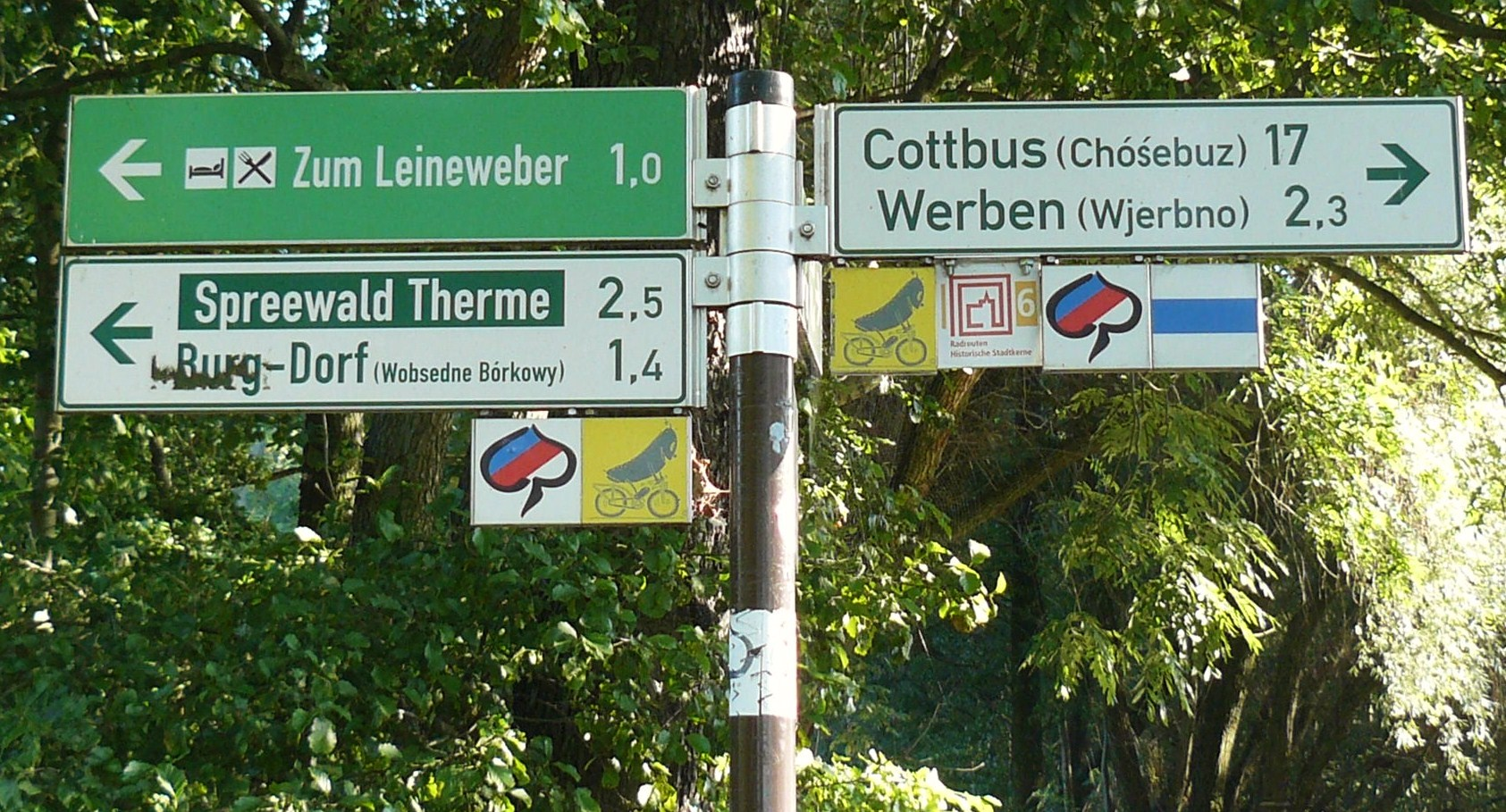
Burg – tablica z nazwami dolnołużyckimi
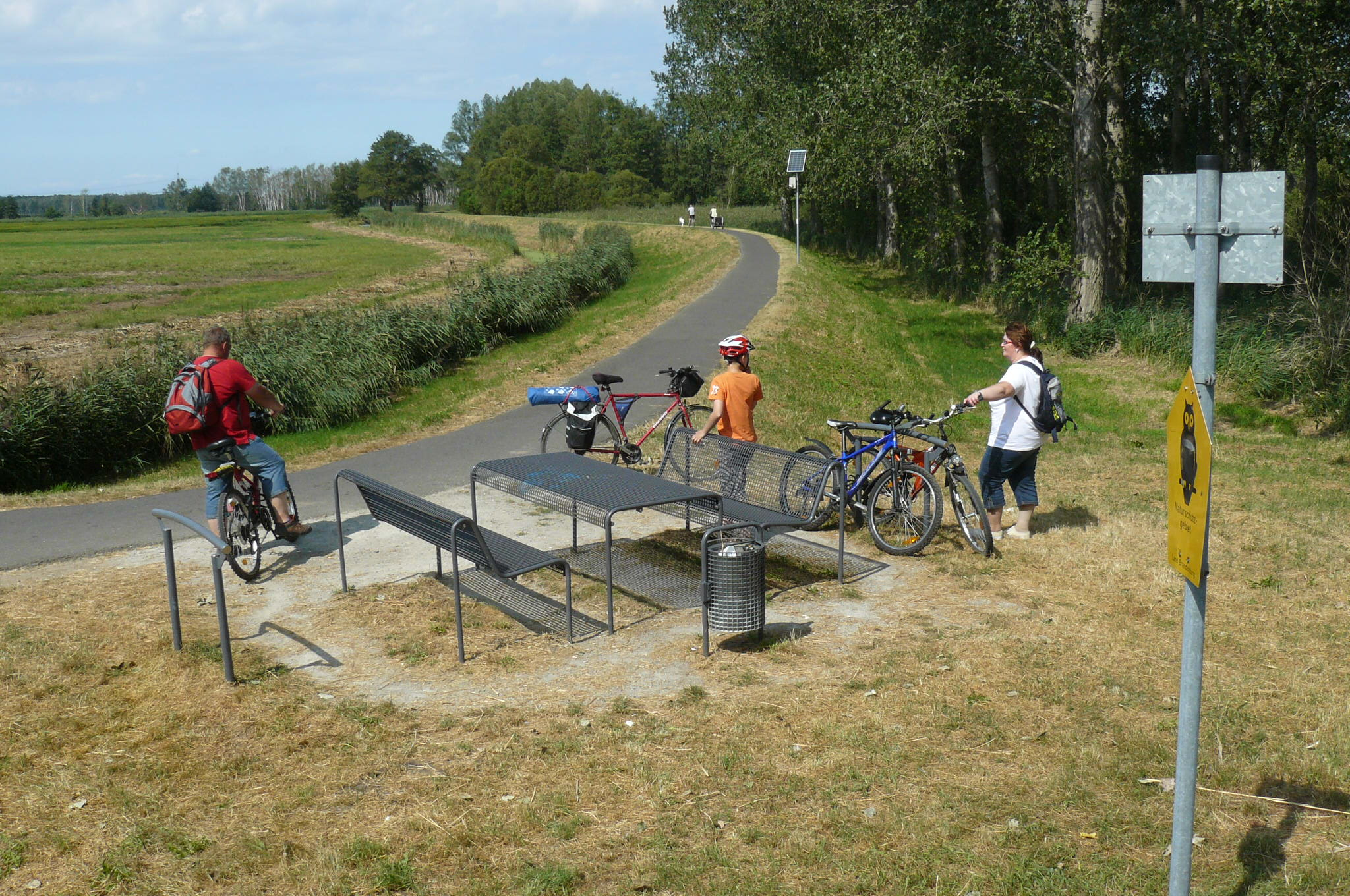
Okolice Lübbenau, punkt odpoczynku nad Sprewą (Hauptspree)
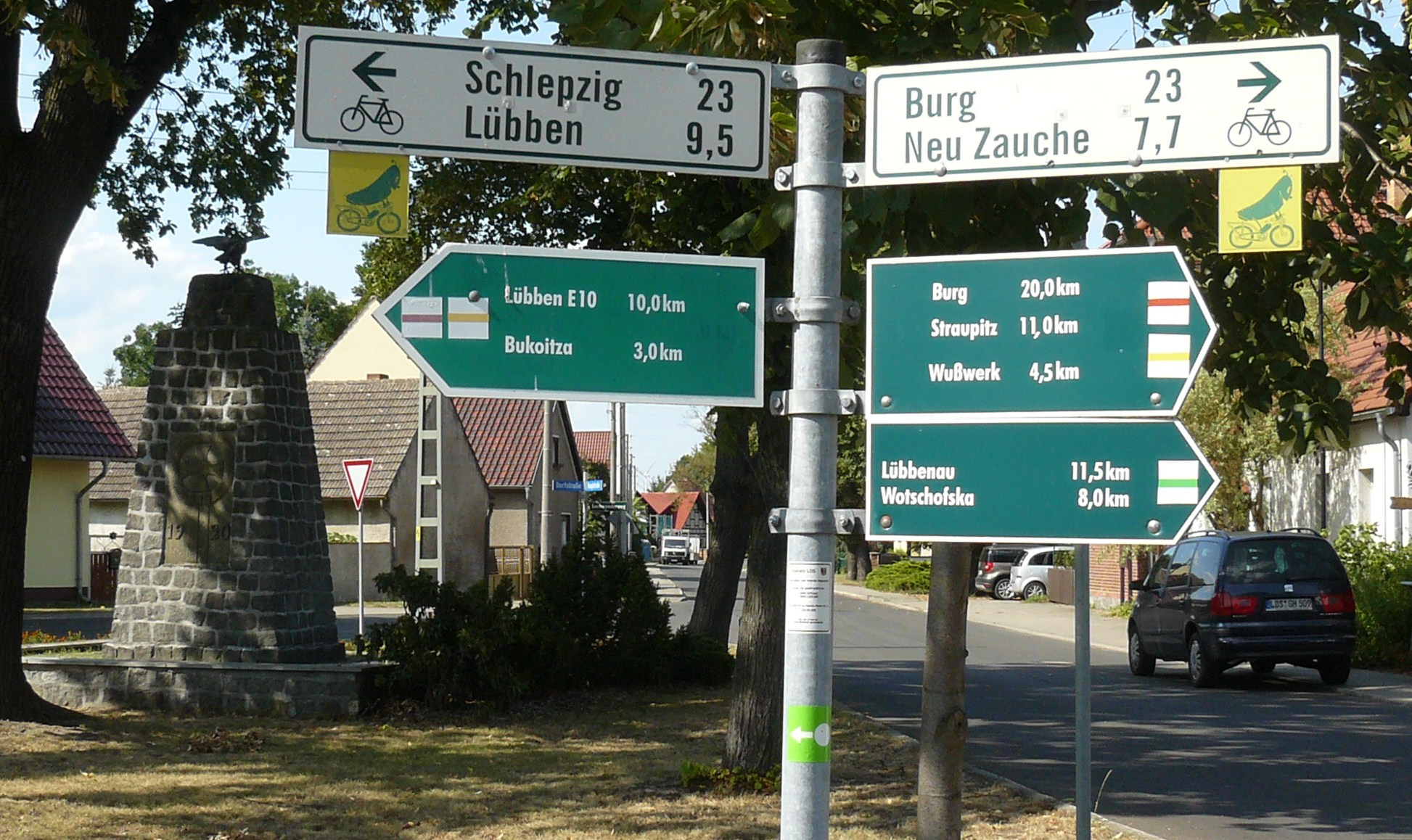
Centrum wsi Alt Zauche (Stara Niwa)
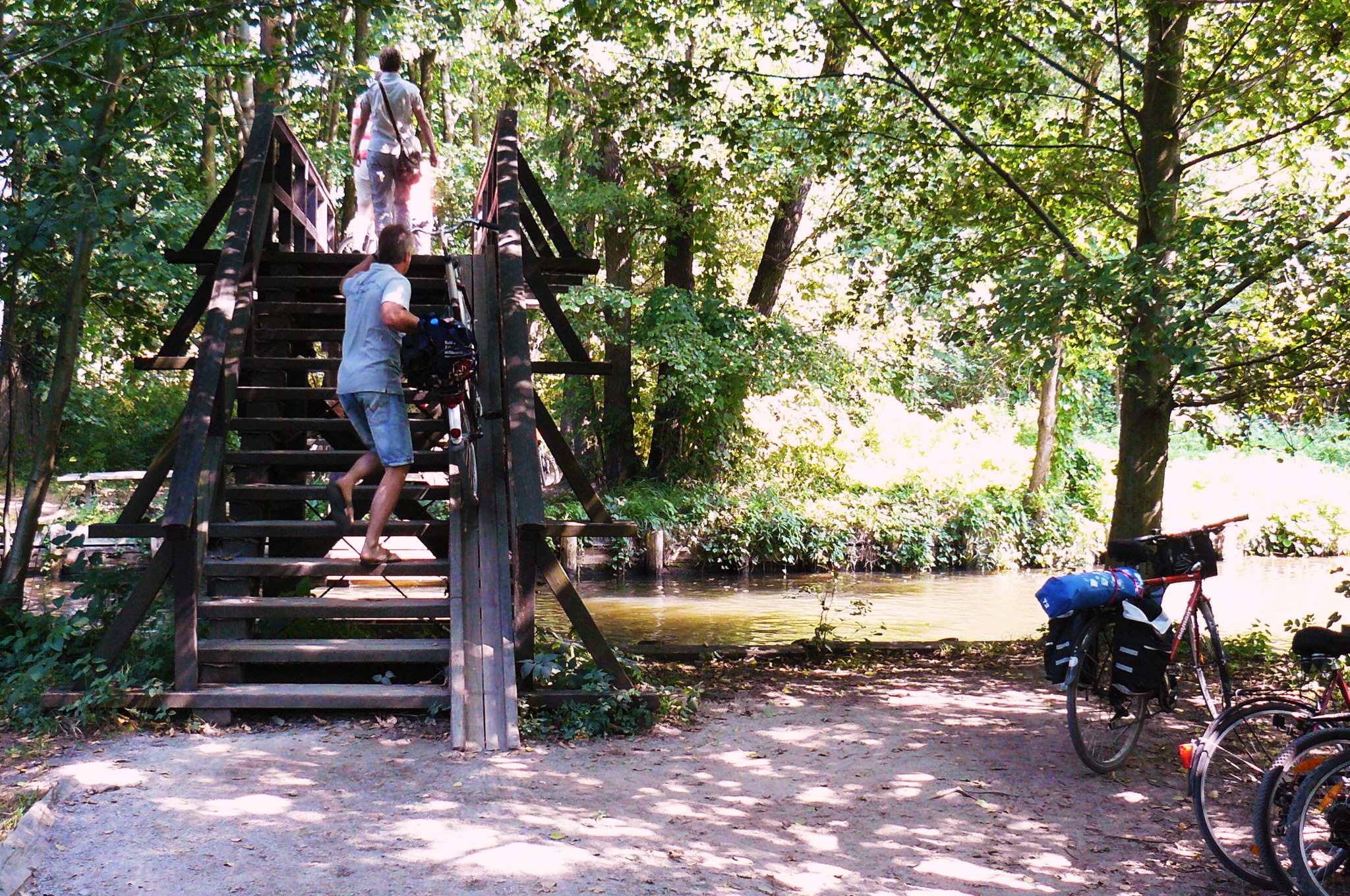
Lehde – most nad kanałem z prowadnicą do kół rowerowych
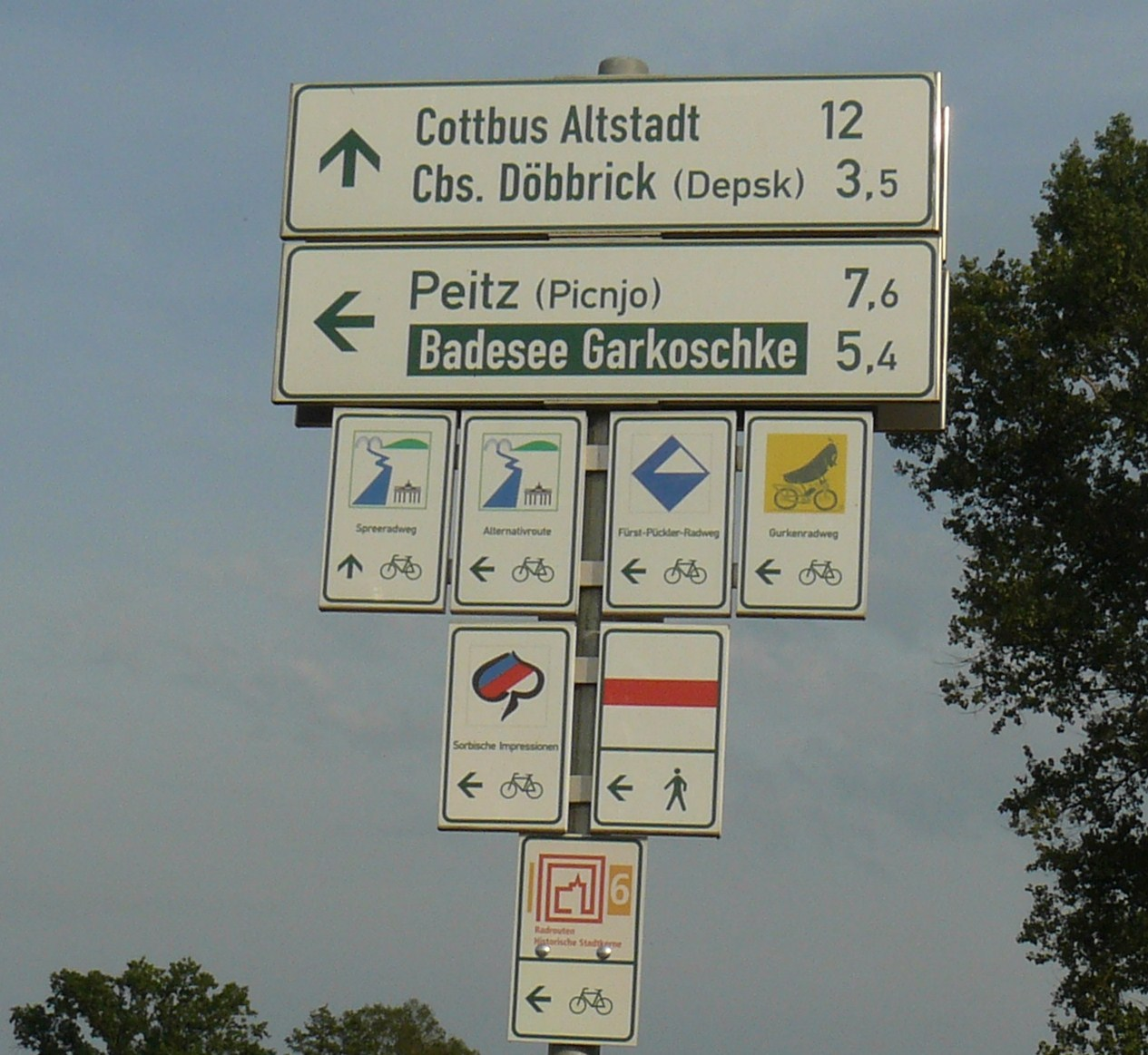
Typowa tablica kierunkowa
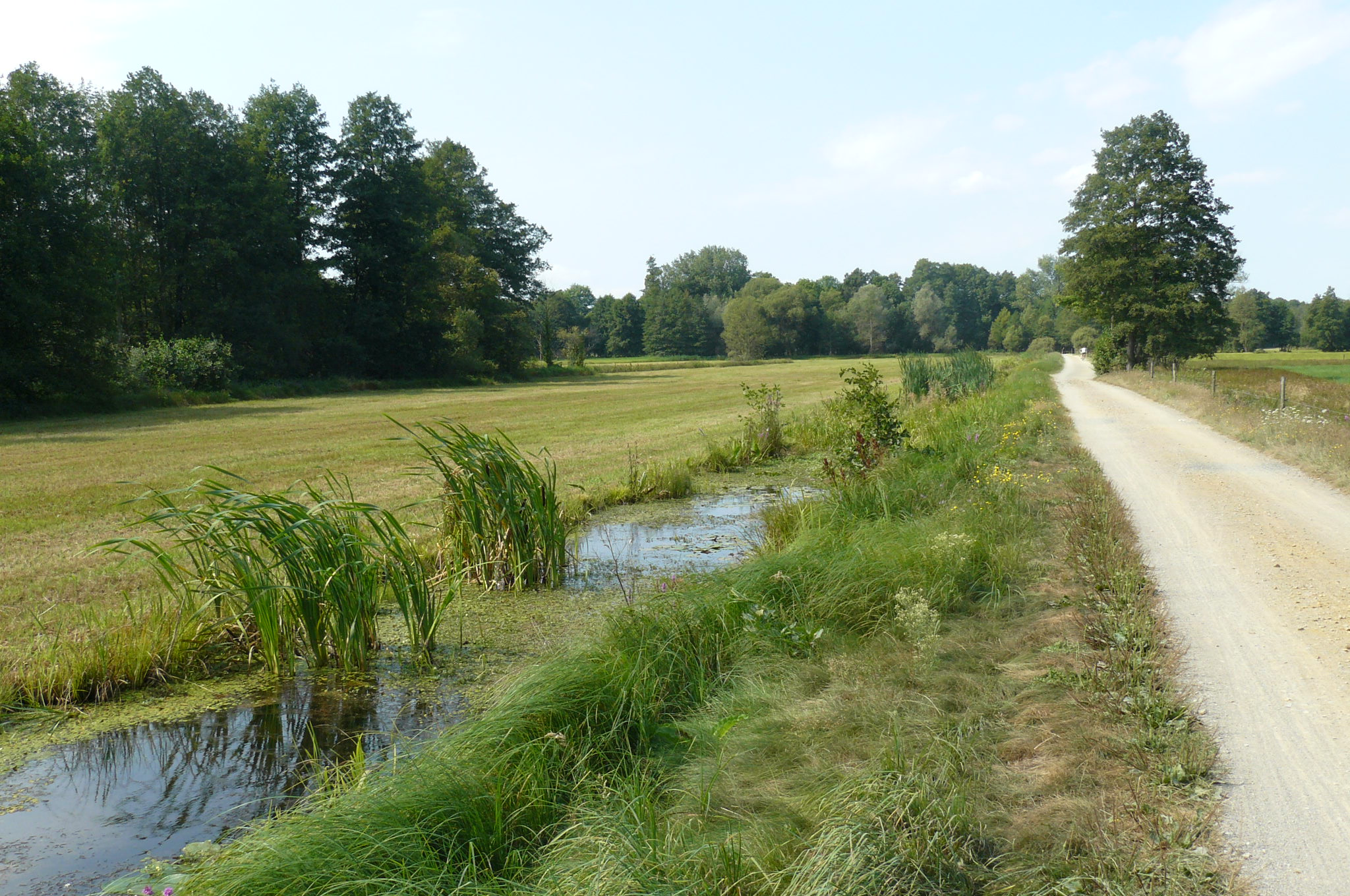
Odcinek z Burgu do Leipe przez tereny cenne przyrodniczo
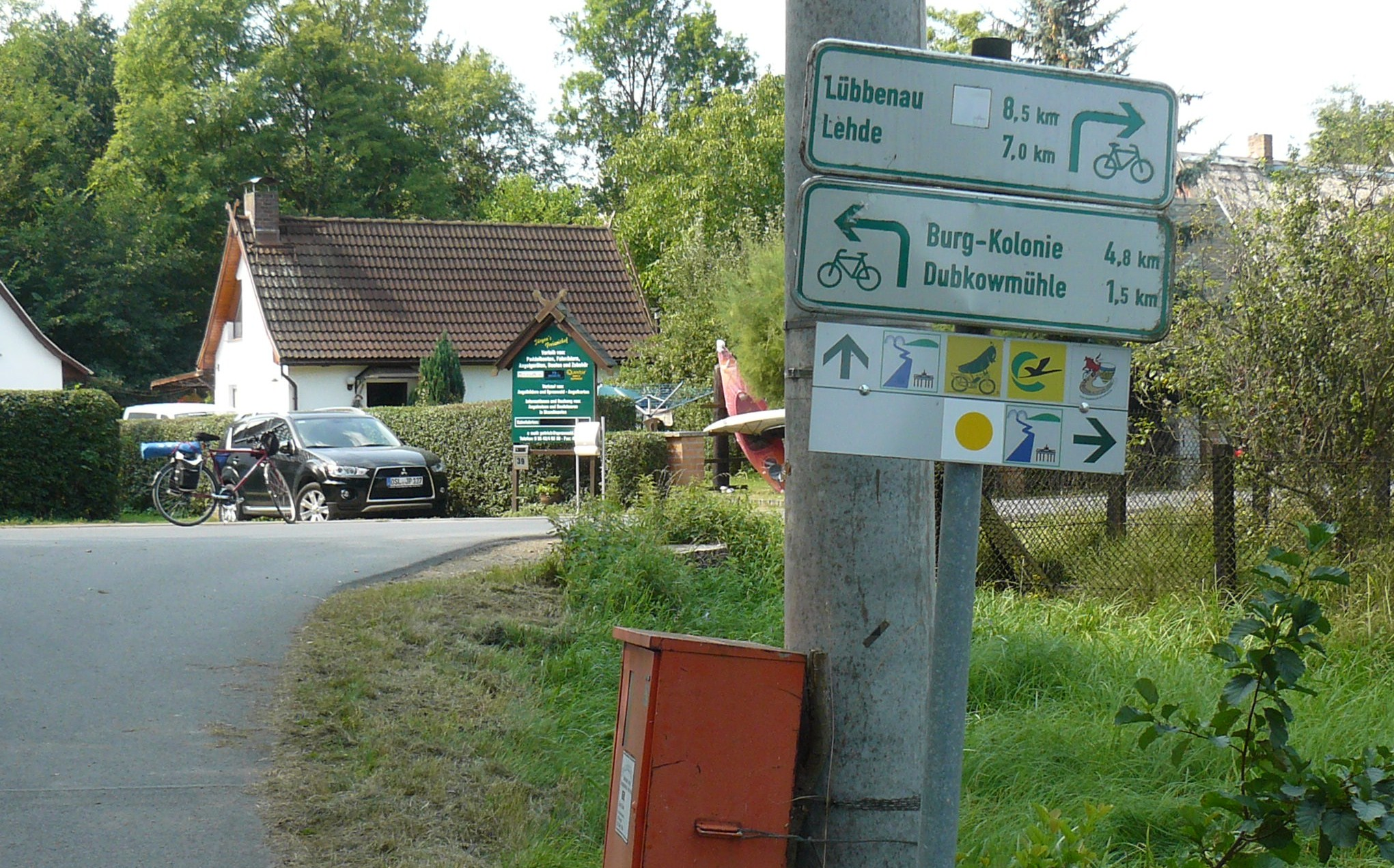
Tablice w centrum Leipe